# メシテロ
『メシテロ』（英題：meshiterro）は、2017年1月23日からAbemaTVで配信されていたグルメバラエティ番組、5分間のミニ番組である。

## 内容
「美味しく食べられるってシアワセ!」をコンセプトに、極上の料理をメシテロリストと呼ばれる女性タレントが実食。地域、料理など週替わりの企画コンセプトで食の楽しさを描いたグルメミニ番組。毎週月曜から金曜まで、夜10時55分から夜11時までの5分間配信した。
初期は番組後半に“メシテロ注意報発令”を出し、食事シーンをスーパースローカメラでしつこく追う演出、食品が口元に運ばれる瞬間を大写しにする“メシテロスクショタイム”を用意していたが、のちには週ごとバラエティ豊かな構成演出となり、女性タレント未出演週も出てくるようになった。
基本的にはメシテロリストと呼ばれるタレントが週替わりで登場し、レギュラー出演者はいないのだが、歌手の井手隊長がホストとなりラーメン店のテーマ曲を創作する「井手隊長の歌うラーメン」、山手線各駅の名店を巡っていく「井手隊長の歌うラーメン山手線」、カツ丼刑事を名乗る竹嶋宗也がドラマ仕立てでカツ丼店を巡る「カツ丼刑事竹嶋宗也」は複数週行われている。他の企画としては麻布十番の食にまつわる謎を解き明かす「メシテロ探偵」（出演：百川晴香）、大食い記録を視聴者が予想する「もえあずラーメンチャレンジ」（出演：もえのあずき）など。また2017年3月6日週は初の男性メシテロリストとしてフォーリンデブはっしーが担当。2017年4月24日週は2o Love to Sweet Bulletが初のグループとして担当した。
最終週はサンシャイン水族館、東武動物公園の協力の元、動物の食事シーンをグルメ番組として演出した異色企画「動物だってグルメなんだ。」を配信した。
なおAbema FRESH!で2016年から2018年まで配信されたグルメトーク番組「メシテロ嬢」は別番組。

## 出演者

### リポーター
- メシテロリスト（週替わり女性タレント）

## スタッフ
- 監修：井出隊長（ラーメンミュージシャン）（出演回のみ）
- カメラ：阿部貴、楠田徹
- 照明：大川俊一、小野塚伸明
- ヘアメイク：森優子、桑本勝彦
- フードリサーチ：椿
- AP：大庭成子、仙田麻子
- MA：ジーリンクスタジオ、SALMIX
- 広報：八巻智菜（AbemaTV）
- ディレクター：加藤茂毅、小川貴之
- プロデューサー：若林源太（メディアジャパン）、飯作直哉（Logfilm）、鎮目博道（AbemaTV）
- 制作協力：メディアジャパン、Logfilm（週替わり）
- 制作著作：AbemaTV